# Friedrich Dollmann
Friedrich Dollmann (Würzburg, 2 febbraio 1882 – Le Mans, 28 o 29 giugno 1944 ) è stato un generale tedesco.
Dal 1940 ufficiale dell'esercito tedesco con il grado di Generaloberst.  Prestò servizio nell'esercito bavarese fino alla fine della prima guerra mondiale. Poi fece con insolita rapidità carriera nell'esercito di Weimar. Durante la seconda guerra mondiale comandò la VIIª Armata della Wehrmacht sul confine occidentale, e, dall'estate del 1940 fu Comandante delle truppe di occupazione tedesche in Francia.
La conduzione della difesa dallo sbarco in Normandia delle truppe anglo-americane nel giugno del 1944 fu in gran parte nelle sue mani.
Sulle circostanze del decesso di Dollmann regna incertezza. Mentre la causa viene attribuita prevalentemente ad un attacco cardiaco, vi è anche la tesi che il generale si sia suicidato. Su Dollmann non è stata ancora redatta una biografia, ma sono disponibili solo alcuni schizzi biografici.

## Biografia
Figlio di un consulente militare, Friedrich Dollman, e della moglie Maria, nata Kirschbaum. Dollmann sposò nel 1919 Margareta Jaeger, dalla quale ebbe un figlio.

### Gli inizi
Il 15 luglio 1899 entrò come Allievo ufficiale nel Primo reggimento bavarese di artiglieria della Prinzregent Luitpold. Tra il 1900 ed il 1901 frequentò a Monaco la Scuola di guerra, al termine della quale uscì con il grado di sottotenente. 
Nel 1903 continuò il suo addestramento presso la fabbrica di armi di Amberg e nel 1904 nella Scuola reale bavarese di artiglieria e ingegneria. Dal 1905 al 1909 prestò servizio come attendente presso il suo reggimento. Nell'estate del 1909 si qualificò brillantemente per l'ammissione all'Accademia militare bavarese, che frequentò dal 1º ottobre 1909 fino al 30 settembre 1912 e che gli conferì la qualifica di Alto aiutante di campo.

### Prima guerra mondiale
Con l'inizio della prima guerra mondiale fu aiutante di campo al comando della Prima brigata di artiglieria campale bavarese. In questa posizione fu inviato sul Fronte occidentale, e, il 19 ottobre 1916 assunse il comando della Ia batteria del VIIº reggimento di artiglieria campale. Dopo circa un anno ottenne la promozione come secondo ufficiale di Stato maggiore della VIª divisione bavarese di fanteria, ma solo poche settimane dopo fu nuovamente trasferito. Questa volta nello Stato maggiore bavarese, dal quale, il 21 gennaio 1918 fu assegnato al Comando della VIª armata dell'esercito imperiale.
Nel corso della guerra Dollmann venne insignito della Croce di Ferro di IIª e di Iª classe, della medaglia di IVª classe dell'Ordine al merito militare di Baviera con spade e corona come Dienstauszeichnung, di seconda classe, in italiano, onorificenza.

### Tra le due guerre
Dopo l'Armistizio di Compiègne del 1918, nel corso della smobilitazione, il 17 dicembre 1918 rientrò al suo posto di aiutante del 1º reggimento di artiglieria. In questo periodo alternò incarichi presso il ministero a incarichi presso le unità militari. Il 1º dicembre 1927 fu promosso tenente colonnello e due anni dopo divenne tenente generale. Ispettore generale dell'artiglieria dell’esercito della Repubblica di Weimar nel 1933, nel 1935 fu nominato comandante del IX° Corpo d'Arnata della Wehrmacht e nel 1936 gli fu conferito il grado di General der Artillerie.

### Dollmann e il nazismo
La narrazione storica secondo la quale Dolmann fosse o non fosse nazista divide gli storici. Lo storico Klaus-Jürgen Müller stabilì però che tutte le ordinanze di Dollmann erano permeate di un "particolare impeto nazionalsocialista" e perciò dovesse "avere acquisito una forte inclinazione verso il nazismo".
Per esempioː in un'ordinanza dell'8 febbraio 1935 sollecitò i suoi ufficiali a una più stretta collaborazione con Partito Nazionalsocialista Tedesco dei Lavoratori (NSDAP). Nell'ultimo paragrafo dello scritto auspicò persino che "gli ufficiali, che non accondiscendessero intimamente ed esteriormente pienamente agli stimoli dello Stato nazionalsocialista, fossero allontanati dalla Wehrmacht. Così da un'altra ordinanza del 28 gennaio 1936 emerge che Dollmann sollecitò, dalla sua posizione di ufficiale, l'incondizionato riconoscimento delle aspirazioni di guida del Partito e quindi dar l'impressione che la convinzione e l'atteggiamento di ogni ufficiale diventassero "positivi e nazionalsocialisti". Le stesse mogli degli ufficiali dovevano impegnarsi attivamente nelle organizzazioni locali del Partito Nazionalsocialista.
Inoltre ordinò che nei locali destinati al tempo libero degli ufficiali, fossero rimossi i ritratti dell'imperatore e sostituiti con quelli di Hitler. Sebbene fosse cattolico, Dollmann non escluse nemmeno dalle sue sollecitazioni la cooperazione con il nazismo.
Nel marzo 1936 affermò: "La Wehrmacht, come uno dei sostegni dello stato nazionalsocialista, esige sempre da voi, come un cappellano militare, una professione di fede chiara e senza riserve verso il Führer, lo stato e il popolo."
Secondo il punto di vista di Samuel W. Mitcham e Gene Mueller le promozioni di Dollmann dopo il 1936 furono conseguenza del suo impegno politico. Tuttavia più tardi, durante l'occupazione tedesca della Francia, egli cominciò ad avere dei dubbi sul nazionalsocialismo.

### La seconda guerra mondiale

#### Il fronte occidentale

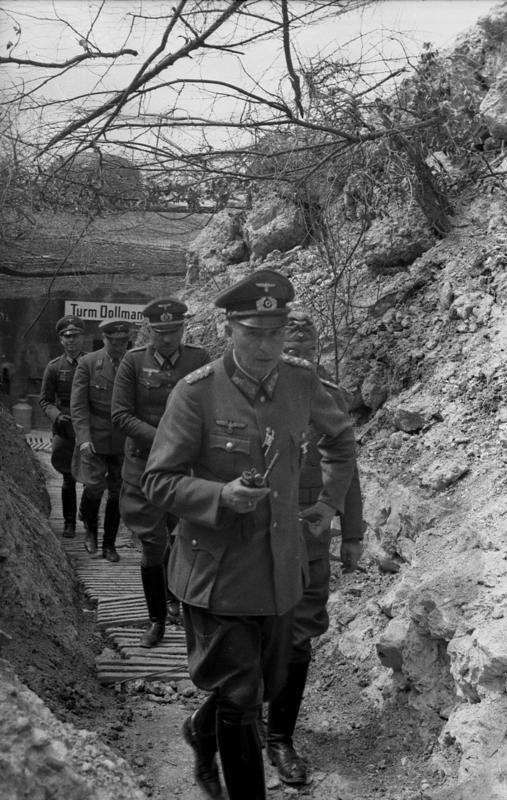
Il generale di artiglieria Dollmann in visita alle postazioni (primavera 1940)

All'inizio della seconda guerra mondiale Dollmann fu posto il 27 agosto del 1939 a capo della VIIª Armata. Questa fu posta nell'orbita del Gruppo di armate C, comandato dal generaloberst Ritter von Leeb, schierato lungo il corso superiore del Reno a difesa del confine occidentale tedesco. Nella prima fase di guerra, la Sitzkrieg, in italiano "Strana Guerra", le unità di Dollmann dovevano simulare imminenti attacchi tedeschi sul fronte del Reno superiore e contro la Svizzera. A questo scopo fece compiere un gran numero di spostamenti di truppe e di manovre simulate, che raggiunsero pienamente il loro fine.
Con la campagna di Polonia Dollmann apprese che vi era caduto in combattimento il 10 settembre 1939 il proprio genero, tenente di fanteria.
Solo nell'ultima fase della campagna di Francia venne impiegata l'armata di Dollmann. Il 14 giugno 1940 il Gruppo di armate C passò all'offensiva sulla linea del Reno. La VIIª armata prese Colmar e Strasburgo e sfondò all'ala sinistra del fronte la Linea Maginot francese. Quindi, nei pressi del confine svizzero si unì alla IIª armata corazzata di Guderian, con la quale fu circondato il IIIª Gruppo di armate francese (IIª, IIIª, Vª e VIIIª armata), forte di circa 200.000 uomini, Gruppo che dovette capitolare il 22 giugno 1940. Considerato il crollo delle armate francesi, l'offensiva della VIIª armata tedesca fu per la verità inutile. Tuttavia, ciò dovette essere visto propagandisticamente come la conquista dell'originariamente tedesca Alsazia-Lorena, piuttosto che la sua occupazione militare.
Il 19 luglio 1940 premiò numerosi alti generali. Dollmann divenne Generaloberst, dopo che il 24 giugno 1940 aveva ricevuto la Croce di Cavaliere della Croce di ferro.

#### Occupazione della Francia
Dopo l'armistizio di Compiègne del 1940 la VII armata di Dollmann rimase posizionata ad ovest come corpo di occupazione della Francia. Dollmann, insieme a Erwin von Witzleben, fu l'unico comandante in capo della campagna di Francia, non impiegato nella guerra contro l'Unione Sovietica.  Il motivo di questa scelta è oggi solo una supposizione. È vero che Dollmann non era un critico del regime, probabilmente era considerato troppo inflessibile e professionalmente inadatto. Il nuovo territorio del quale era responsabile si estendeva dalla Senna alla Loira. In questa funzione, trascurò la preparazione delle difese costiere. Solo quando la sua armata fu assegnata, nel dicembre del 1943, al Gruppo di Armate B del feldmaresciallo Erwin Rommel, Dollmann si preoccupò della costruzione delle difese nel senso indicato dallo stesso Rommel.
Per contro, il suo Capo di Stato maggiore sostenne successivamente che Dollmann aveva cercato "con tutti, solo possibilità di aiuto temporaneo" per rafforzare i suoi tratti da difendere, ma non avrebbe avuto sostegno dai suoi superiori. Effettivamente, già nel settembre del 1942, Dollmann fece notare che la debolezza personale non gli permetteva di erigere nuove difese, e, in caso di emergenza presiederle. Invece si schierò per un immediato contrattacco sui punti cruciali delle coste, come più tardi, a grandi linee, anche Rommel propose.
Dollmann, durante il periodo di occupazione, si era sforzato di mantenere buoni rapporti con la popolazione francese. Prendeva parte frequentemente alle funzioni religiose e visitò anche cattedrali e musei. Anche durante le battaglie della Normandia, dal giugno 1944, si impegnò molto per la sicurezza delle proprietà della popolazione civile e minacciò pesanti punizioni ai tedeschi che si fossero dati al saccheggio. Contemporaneamente cadde in depressione e si lasciò andare. Le sue condizioni di salute peggiorarono rapidamente. Risiedeva a Le Mans e qui stava ingrassando sempre di più. Il tenente generale Friedrich von Broich raccontò, nel 1944 da prigioniero di guerra degli inglesi, ai suoi compagni di prigionia: « Dollmann aveva già due anni fa una tale testa, ha sempre bevuto molto vino rosso e fumato grossi sigari e ciò a lungo andare ha delle ripercussioni.» Grave, fu forse il fatto, che per quattro anni non avesse partecipato ad alcun comando al fronte e perciò non aveva alcuna esperienza sugli sviluppi della tattica dei carri armati e sulla supremazia aerea degli alleati. Alla sfida che gli si presentò con lo sbarco in Normandia perciò egli non era preparato. Il comandante della Vª Armata corazzata dell'ovest Leo Geyr von Schweppenburg affermò che Dollmann aveva essenzialmente una miglior comprensione dell'impiego delle truppe corazzate rispetto agli altri comandanti. Tuttavia nell'estate del 1944 la VIIª armata aveva un ritardo nella costruzione delle postazioni di sei settimane rispetto alla vicina Iª armata.

#### Normandia 1944

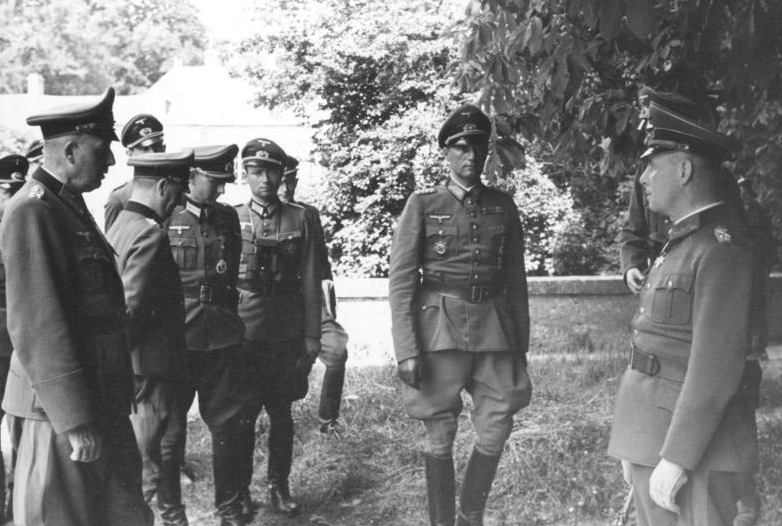
Il Generaloberst Dollmann (sinistra) a colloquio con il tenente generale Edgar Feuchtinger (2. v. r.) e il feldmaresciallo Erwin Rommel (Francia 1944)

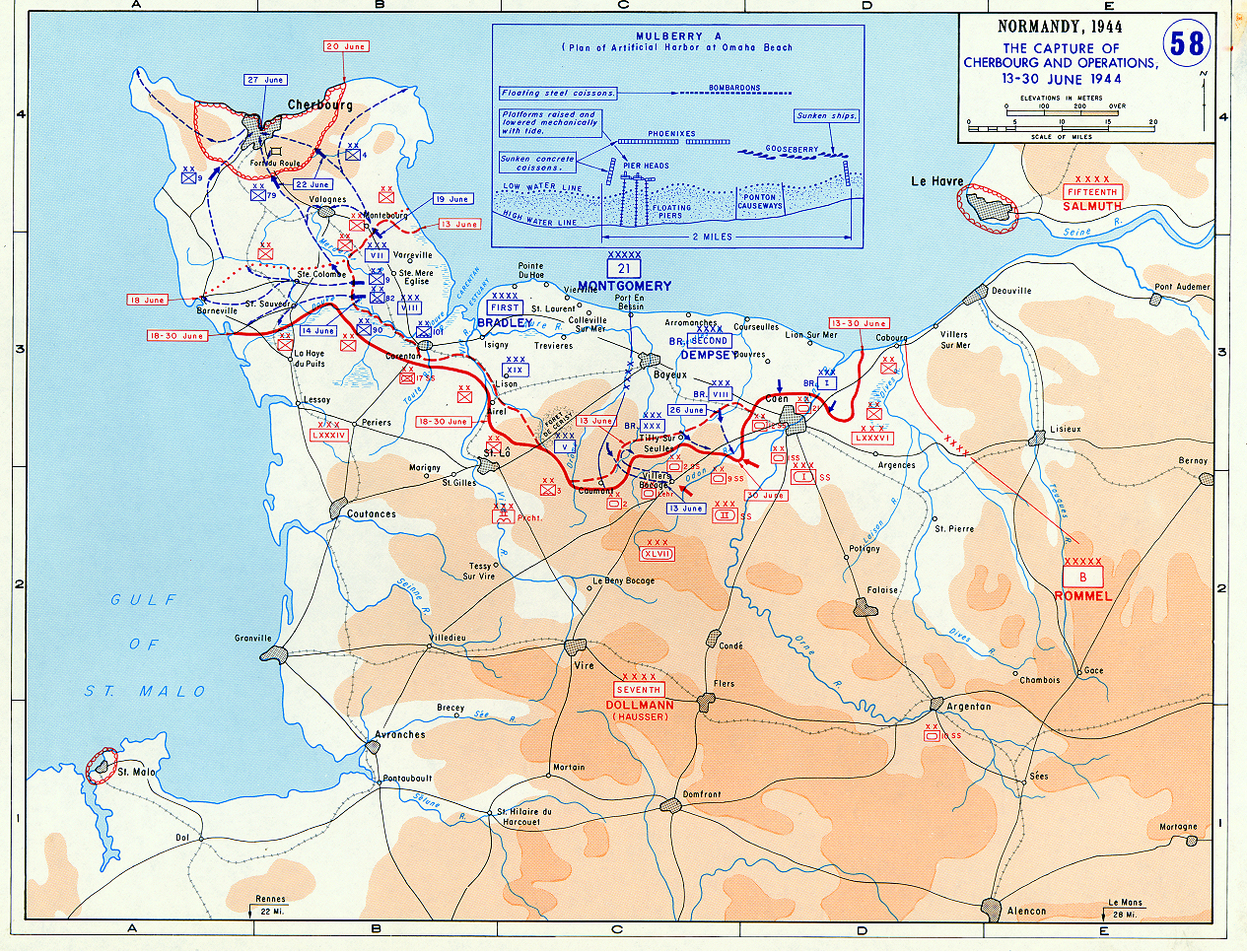
Svolgimento dei combattimenti in Normandia nel giugno 1944

Per 6 giugno 1944 Dollmann aveva organizzato un'esercitazione a Rennes. Egli stesso come i comandanti dei suoi corpi d'armata e divisioni non si trovavano con le loro unità quando ebbe inizio lo sbarco in Normandia nella zona presidiata dalla VIIª armata. Poiché Rommel era assente, a Dollmann fu data la responsabilità di guidare il contrattacco tedesco. Egli cercò di organizzarlo con la XXIª divisione corazzata, in pesante ritardo di preparazione. Dollmann ordinò perciò al tenente generale Fritz Bayerlein di raggiungere il fronte con la sua Panzer-Lehr-Division entro le ore 17:00. Bayerlein protestò che una marcia alla luce del giorno sarebbe stata, per l'aviazione alleata, un invito ad attaccare e che questa, che godeva dell'assoluta superiorità aerea, avrebbe decimato la sua divisione, ma Dollmann fu irremovibile nel suo ordine. La conseguenza fu che la divisione corazzata tedesca nelle successive ore perse cinque carri armati, 40 autocisterne e 84 altri mezzi a causa degli attacchi dell'aviazione alleata, mentre nella mattinata del 7 giugno 1944 non era ancora pronta al contrattacco. Ciò la fece ritardare fino al 9 giugno 1944 venendo quindi respinta dalle forze alleate, nel frattempo sbarcate.
Dopo l'impegno delle divisioni corazzate del V armata corazzata, la VII armata di Dollmann fu solo più responsabile dell'ala sinistra del fronte dell'invasione alleata. L'armata disponeva di oltre 16 divisioni e cinque comandi di corpo, ma già il 21 giugno 1944 dovette segnalare che rifornimenti non potevano più essere garantiti. È vero che le unità tedesche esercitarono un'energica resistenza, ma l'avanzata delle truppe anglo-americane poté solo essere rallentata. Dollmann non esitò a mantenere la disciplina fra i suoi soldati con la minaccia di severe punizioni. Un soldato che "ritornò dalla prima linea senza la sua arma venne subito deferito al tribunale militare con l'accusa di codardia".
Il 18 giugno 1944 il porto strategico di Cherbourg fu conquistato dagli Alleati. Benché la fortificazione fosse ben rifornita, il comandante, tenente generale Karl-Wilhelm von Schlieben, capitolò il 26 giugno 1944 dopo strenui combattimenti.  Hitler andò su tutte le furie, e anche il feldmaresciallo Wilhelm Keitel, capo dell'OKW, avviò un'inchiesta. Il 29 giugno 1944 Hitler incontrò al Berghof il generale Rundstedt e Rommel reclamando che Dollmann avrebbe dovuto essere portato dinnanzi a un tribunale militare per aver perduto Cherbourg. Di fronte alla resistenza di Rundstedt, Hitler pretese che Dollmann fosse almeno esonerato dal comando. Rommel si rifiutò. Solo quando i due feldmarescialli se ne erano andati, Hitler chiamò Le Mans e fece sostituire Dollmann con l'Obergruppenführer delle SS Paul Hausser.

#### Il decesso
Le reali circostanze della morte di Dollmann sono a tutt'oggi controverse. Ufficialmente stava rientrando dal fronte quando l'auto che lo trasportava fu attaccata da un cacciabombardiere alleato. Il generale dovette abbandonare l'auto e affrettarsi a piedi per raggiungere la sede del comando della sua armata. Poco dopo averla raggiunta fu colpito, verso le ore 10:00 del 28 o del 29 giugno 1944, da un infarto miocardico acuto. Presumibilmente fu dovuto, sia alle sue cattive condizioni di salute, che al continuo superlavoro, infine dalle preoccupazioni per l'annunciata inchiesta. In questo caso è dubbio se Dollmann fosse già stato messo al corrente della sua imminente sostituzione.

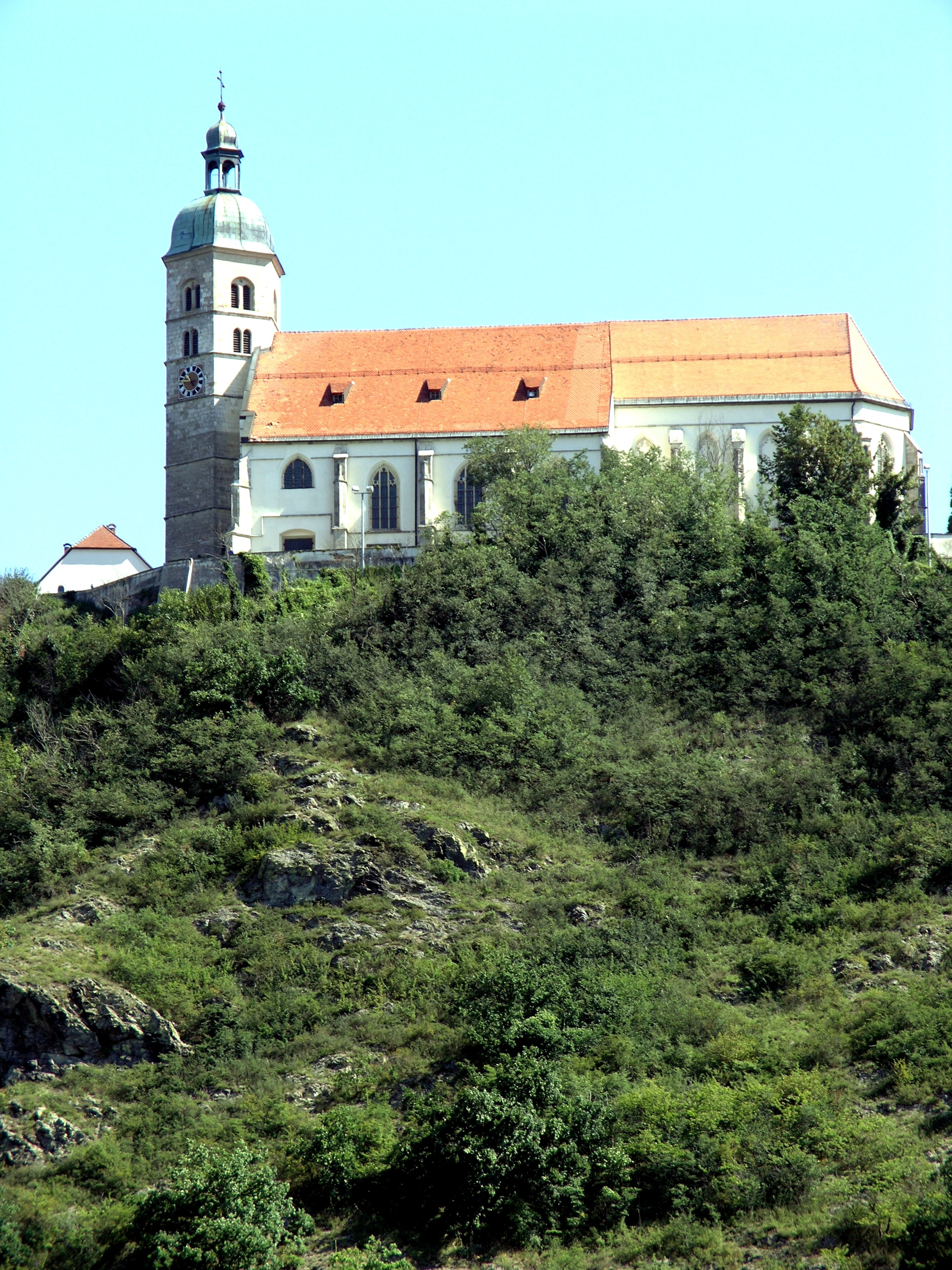
Il santuario sul Bogenberg

La causa di morte "infarto miocardico" è presente sia nei documenti personali di Dollmann che in alcune Memorie, come ad esempio quelle del Capo di Stato maggiore di Rommel, tenente generale Hans Speidel.
Un'altra versione è quella del tenente generale Max-Josef Pemsel, ultimo Capo di Stato maggiore di Dollmann. Questi scrisse nel 1974 che Dollmann aveva scritto subito a Hitler un telex ove proclamava la sua innocenza per la sconfitta di Cherbourg, poi. verso le 3 di notte si accomiatò dal suo Stato maggiore e quindi si suicidò.
Nel 2003 fu avanzata questa ipotesi, Dollmann potrebbe essere stato costretto al suicidio, come anche più tardi fu costretto il feldmaresciallo Erwin Rommel. Il gauleiter locale, in italiano "capo regione", Fritz Wächtler si era rifiutato in questa circostanza di partecipare alla cerimonia funebre del generale. Per meglio dire, non aveva messo sotto sorveglianza la famiglia del generale minacciandola di arresto. Lo storico Peter Lieb nel 2007 ha definito ciò,  "meno convincente".
Friedrich Dollmann fu sepolto il 2 luglio 1944 a Parigi in presenza dei feldmarescialli Gerd von Rundstedt, Erwin Rommel e Hugo Sperrle. Nello stesso giorno ricevette postuma la Croce di Cavaliere con foglie di quercia della Croce di Ferro. Il feldmaresciallo Ritter von Leeb, ex superiore diretto nel 1940 di Dollmann, tenne nella città di Bogen (Bassa Baviera), ove viveva la famiglia di Dollmann, l'orazione funebre. Successivamente la salma del generale fu traslata nel cimitero dei soldati tedeschi di Champigny-la-Futelaye, in Normandia. Nel santuario di Bogenberg, in Bassa Baviera, si trova oggi una lapide commemorativa di Friedrich Dollmann.
Il capo di Stato maggiore di Rommel, tenente generale Hans Speidel ha scritto dopo la guerra su Dollmann: "I metodi di Hitler lo avevano ferito profondamente, come soldato e come uomo".